# Assedio di Erice
L'assedio di Erice del 277 a.C., nell'ambito delle guerre pirriche e delle guerre greco-puniche, vide contrapposti i Cartaginesi e Pirro re d'Epiro.
Pirro, re d'Epiro, giunse nel 278 a.C. quando le città greche di Sicilia lo chiamarono per aiutarli a respingere la pressione cartaginese. Pirro accorse ai richiami dei sicelioti con un esercito di quasi 40000 uomini si diresse in Sicilia dove iniziò la sua espansione nei territori cartaginesi.

## Antefatti
Pirro, entrato da poco in territorio siciliano, si diresse verso Agrigento. Sulla strada incontrò il tiranno di Agrigento, Finzia, che con lui strinse un'alleanza e promise di consegnargli la città di cui era tiranno. Arrivato alla città si unì con l'esercito di Sosistrato, formandone uno di quasi 40000 uomini, e prese, come per Finzia, possesso dei suoi domini che ammontavano a più di trenta città. Con questi alleati sottomise, in ordine cronologico, le città di Eraclea, Azones, Selinunte, Halicyae, Segesta e molte altre città che Diodoro Siculo, fonte principale insieme a Plutarco, non nomina.

## Svolgimento
La città di Erice, posta su un monte, fu subito notata per la sua posizione strategica da Pirro che organizzò il suo esercito per assalirla, nonostante fosse ben armata. Dopo aver posto le macchine d'assedio, uccise tutti i Cartaginesi che opposero resistenza organizzando, nel contempo, l'assalto a sorpresa. La battaglia che si scatenò tra Siracusani e Cartaginesi fu cruenta, Pirro promise che, se avesse vinto, avrebbe organizzato giochi in onore di Eracle. La fortezza fu espugnata e, come da promessa, Pirro offrì al dio gare e sacrifici.
La buona riuscita dell'assedio indusse Pirro, dopo aver lasciato un presidio in Erice, a dirigersi a Iato e successivamente a Panormo e, dopo le continue vittorie, ad affrontare definitivamente i Cartaginesi presso Lilibeo.